# Xia Huai
Huai was volgens de traditionele Chinese historiografie de achtste heerser van de Xia-dynastie. In de historische bronnen komt hij ook voor onder de naam 'Fen' of 'Fenfa'. Hij was de zoon van Zhu, de zevende heerser van de dynastie. Volgens de Bamboe-annalen regeerde hij 44 jaar. Zijn residentie werd niet vermeld. De Shiji vermeldt slechts dat hij aan de macht kwam en dood ging. Hij werd opgevolgd door zijn zoon Mang.